# Mihail Ilinski
Mihail Sergheevici Ilinski (în rusă Михаил Сергеевич Ильинский) a fost un om de stat rus și guvernator al Basarabiei între anii 1854 – 1857.